# عنکبوت‌های پابزرگ
 عنکبوت‌های پابزرگ (Pimoidae) خانواده‌ای از عنکبوتها هستند.
این خانواده ۳ سرده و ۲۵ گونه را دربر می‌گیرد.